# Sarsenterska biskupija
Sarsenterska biskupija (Ecclesia Sarsenterensis) je ranokršćanska biskupija na području nekadašnje rimske Dalmacije, na teritoriju današnje Bosne i Hercegovine i Hrvatske.
Istraživanja su pokazala da se na području nekadašnje rimske Dalmacije do održavanja Salonitanskog metropolitanskog sinoda 530. g. nalazilo devet ranokršćanskih dijeceza: Salonitanska, Jadertinska, Arbenska, Epidaurska, Skardonitanska, Naronitanska, Bistoenska, Kataritanska te Senienska. Tijekom održavanja sinoda 533. g. utemeljene su još tri: Sarsenterska, Mukuritanska i Ludroenska. 
Za biskupa Sarsenterske biskupije izabran je svećenik Paulin (in Sarsentero Paulinum Presbiterum), koji je, kao već posvećeni biskup, također supotpisao akte ovoga sabora. Saborski su oci istom prilikom odredili i granice njegove jurisdikcije. Ovom su se biskupijom bavili brojni autori, najčešće u okviru drugih pitanja kasnoantičke, odnosno ranosrednjovjekovne povijesti. Središte su smještali u Aržano, okolinu Konjica, Mostara (Žitomislići, Potoci, Cim) te Imotskog.
U najnovije se vrijeme došlo do spoznaje da se sjedište sarsenterskog biskupa treba tražiti na stolačkom području a njegova biskupija u istočnoj Hercegovini i na sjeverozapadnom dijelu Dubrovačkog primorja. Ako je suditi po tragovima ranokršćanskih sakralnih objekata sa šireg stolačkog područja, jasno je da je rano kršćanstvo na stolačkom području cvalo. To je i bio preduvjet za uspostavu novih biskupija. U široj regiji donje Neretve samo su Narona i antičko naselje iz Stoca (Diluntum) imali odlike urbanog naselja. U skladu s crkvenom praksom kasnoantičkog doba koja nije dopuštala osnivanje biskupija osim u mjestima koja nisu narušavala dostojanstvo biskupâ, najlogičnije je i središte Sarsenterske biskupije dovesti u svezu s antičkim naseljem u Stocu.
Sarsenterska biskupija, tijekom avarske najezde, preseljenjem njenog biskupa u stonsku župu (parochia Stantino) postaje Stonskom, odnosno Zahumskom biskupijom, ime dobivši po kneževini u čijem se sastavu našla. Zajedno s preživjelim segmentima Naronitanske biskupije, najzaslužnija je za kristijanizaciju zahumskih prostora u nadolazećim vremenima.
Godine 2009. obnovljena je kao naslovna biskupija, a trenutni je naslovni biskup Petar Rajič, apostolski nuncij u Latviji, Estoniji i Litvi.

## Vanjske poveznice
- (eng.) Sarsenterensis, Catholic Hierarchy